# Bejt ha-Gadi
Bejt ha-Gadi (hebrejsky בֵּית הַגָּדִי, doslova „Dům [kmene] Gád“, v oficiálním přepisu do angličtiny Bet HaGaddi, přepisováno též Beit HaGadi) je vesnice typu mošav v Izraeli, v Jižním distriktu, v Oblastní radě Sdot Negev.

## Geografie
Leží v nadmořské výšce 154 metrů na severozápadním okraji pouště Negev; v oblasti která byla od 2. poloviny 20. století intenzivně zúrodňována a zavlažována a ztratila téměř charakter pouštní krajiny. Jde o zemědělsky obdělávaný pás nedaleko od pásma Gazy, navazující na pobřežní nížinu. Východně od vesnice začíná vádí Nachal Chanun.
Obec se nachází 20 kilometrů od břehu Středozemního moře, cca 74 kilometrů jihojihozápadně od centra Tel Avivu, cca 71 kilometrů jihozápadně od historického jádra Jeruzalému a 1 kilometr severovýchodně od města Netivot, s nímž mošav vytváří souvislý stavební celek. Bejt ha-Gadi obývají Židé, přičemž osídlení v tomto regionu je etnicky převážně židovské.
Bejt ha-Gadi je na dopravní síť napojen pomocí dálnice číslo 25 a dalších komunikací v rámci města Netivot.

## Dějiny

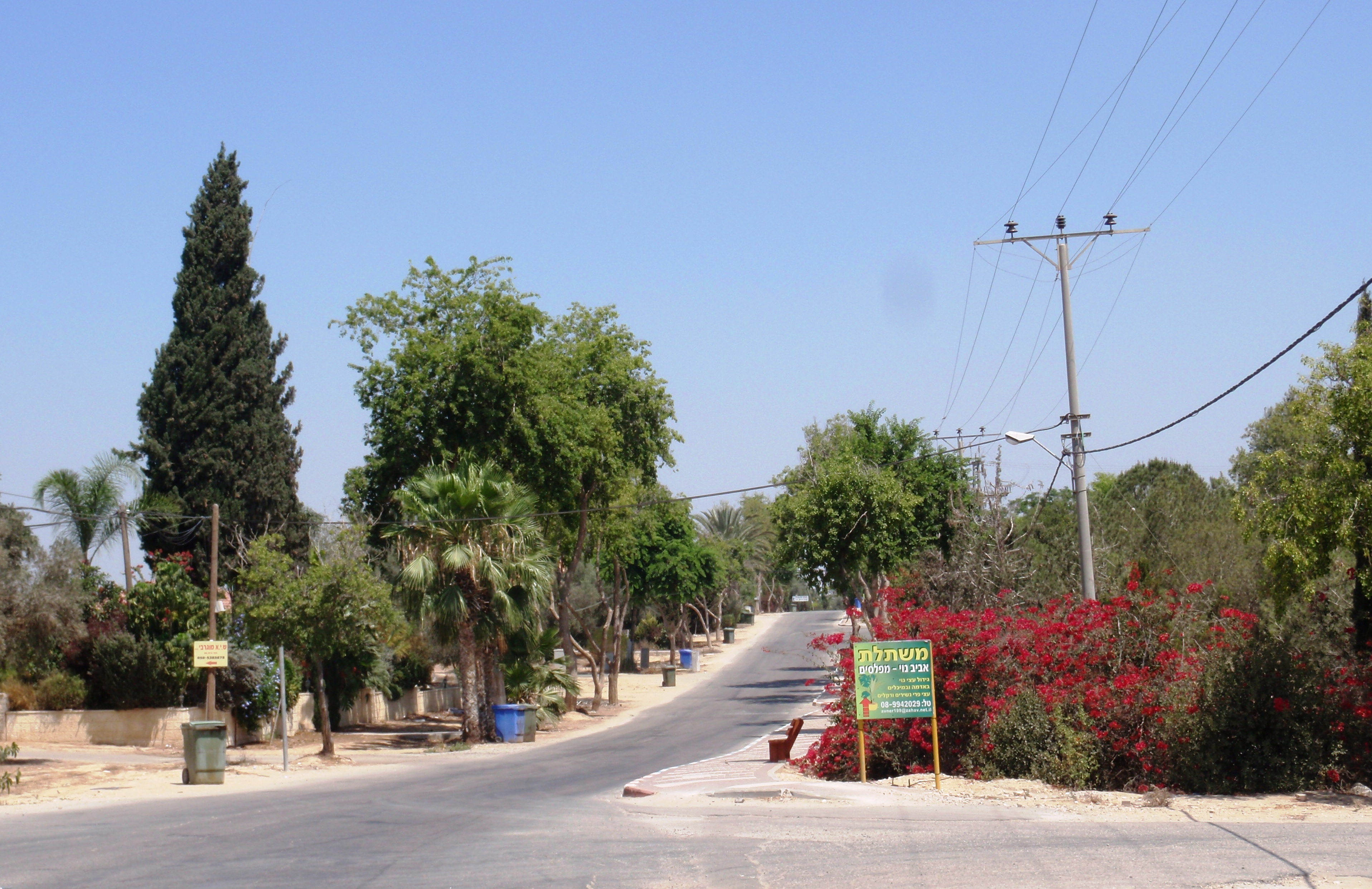
Ulice v mošavu Bejt ha-Gadi

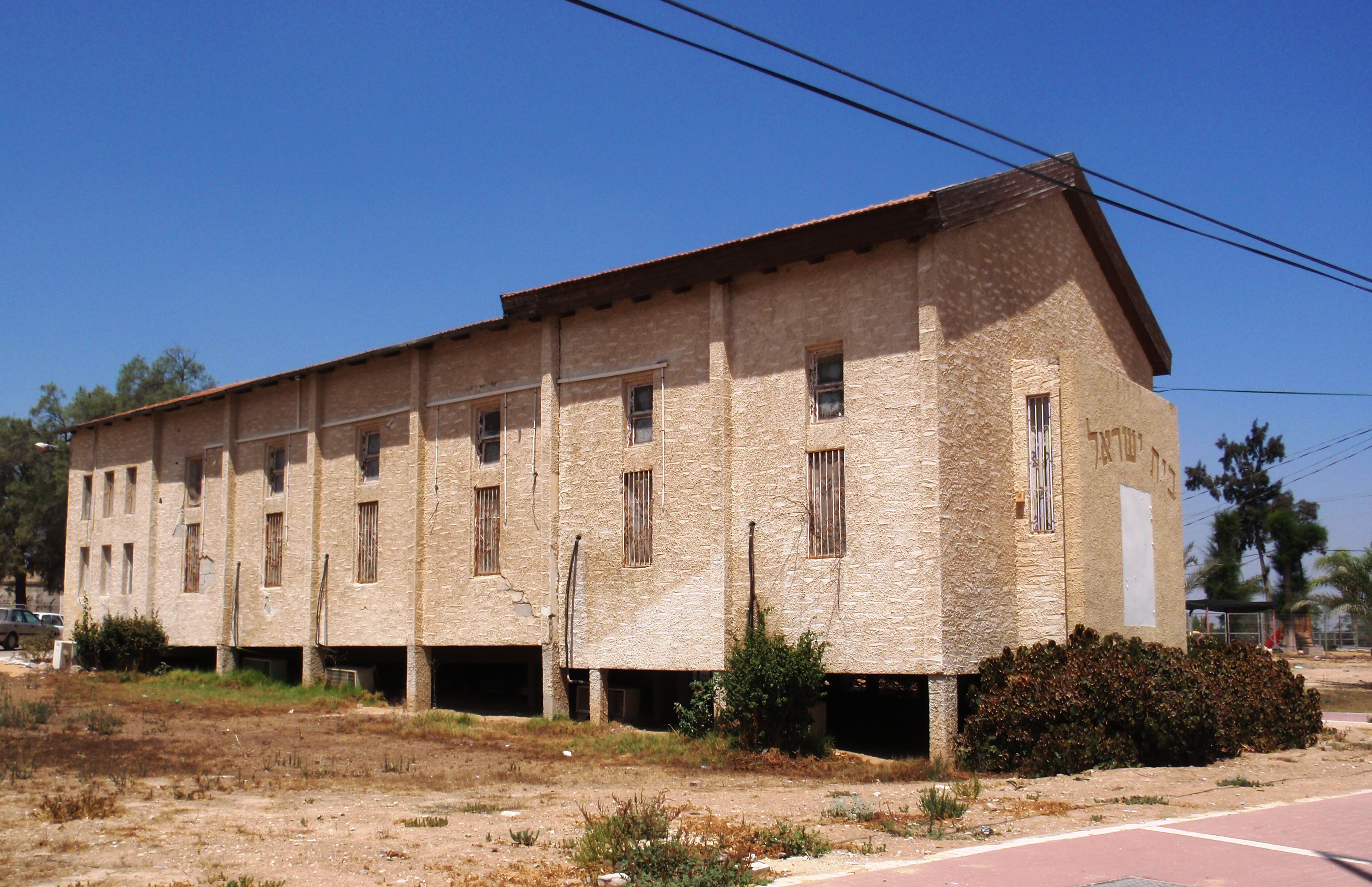
Stará synagoga v mošavu Bejt ha-Gadi

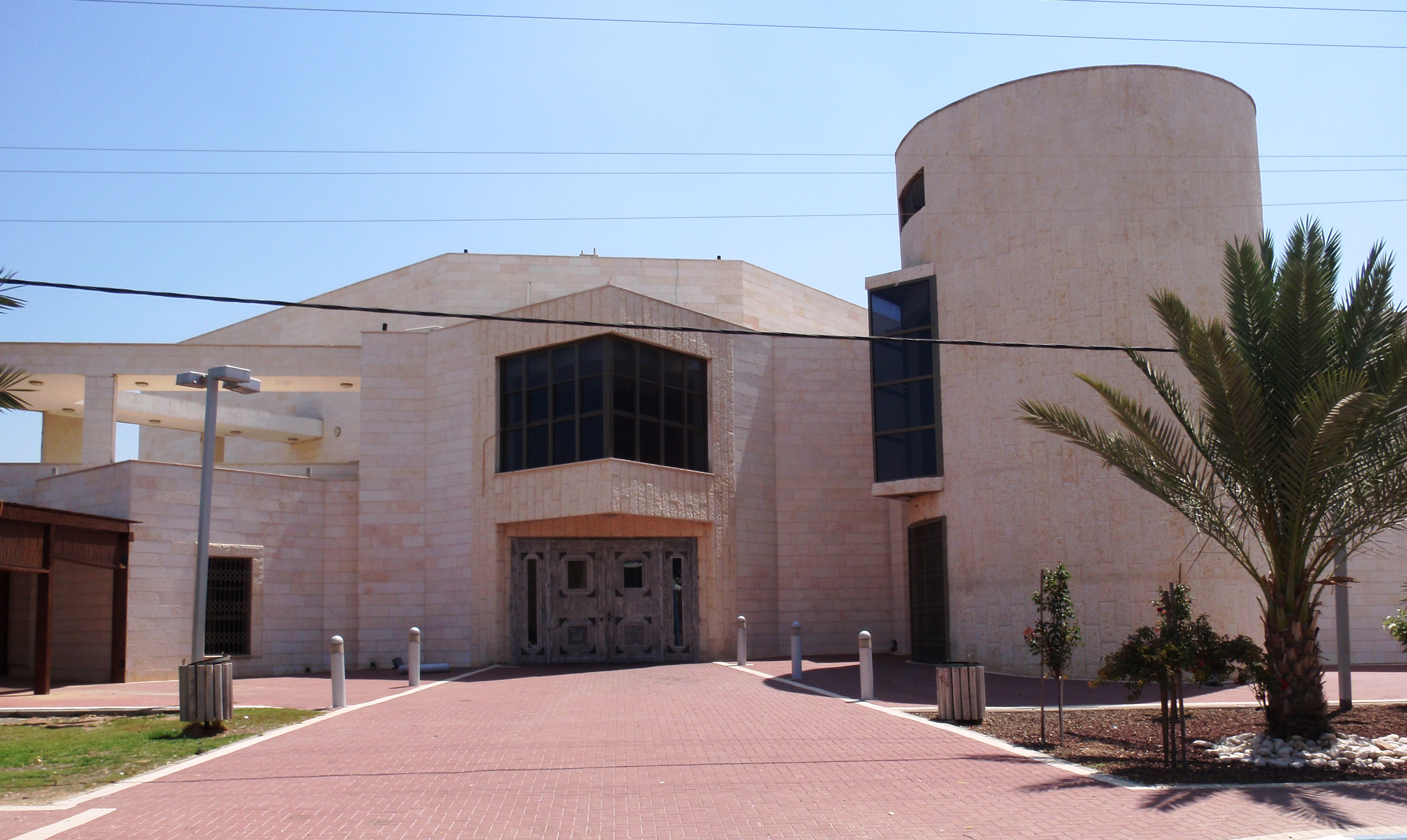
Nová synagoga v mošavu Bejt ha-Gadi

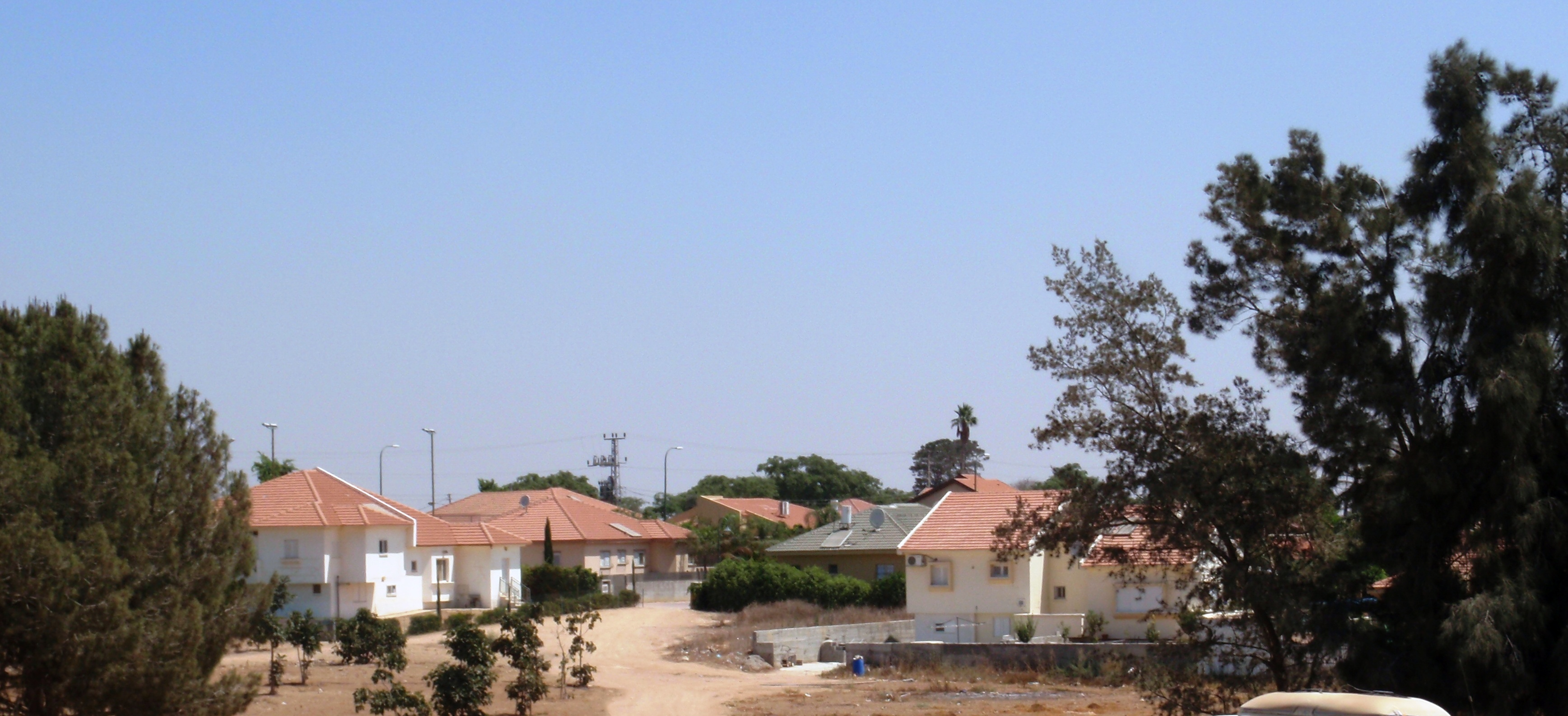
Nová zástavba v mošavu Bejt ha-Gadi

Bejt ha-Gadi byl založen v roce 1949. Název obce je odvozen od biblického kmene Gád, který sídlil v tomto regionu. Na madabské mapě Svaté země z 6. století našeho letopočtu se zde objevuje název Bit Ha-Jadaa (בית הגידאה). Název pak ve středověku přešel do arabského místního názvosloví jako Chirbet Džunda nebo Bit Džunda. Původně se ovšem židovský mošav vzniklý v této lokalitě nazýval be-Nativ ha-Moledet (בנתיב המולדת). Po tímto názvem zde vesnice vznikla 22. listopadu 1949. Nynější jméno má od 1. ledna 1951.
Zakladateli vesnice byla skupina Židů z Rumunska a Maďarska (v menší míře též z Maroka), které v letech 1950-1951 nahradili židovští imigranti z Tuniska, napojení na náboženskou sionistickou organizaci ha-Po'el ha-Mizrachi. V roce 1952 si jednotlivé rodiny rozdělily mezi sebe půdu a začaly hospodařit individuálně. Během 80. let 20. století vesnici postihly ekonomické problémy související s klesajícími exporty místních květin na evropský trh. Role zemědělství pak klesla.
Místní ekonomika je založena na zemědělství (pěstování zeleniny, polních plodin, květin a citrusů). Část obyvatel se zabývá obchodem a podnikáním. Funguje tu zdravotní středisko, sportovní areály, obchod se smíšeným zbožím, synagoga a mikve. Obec plánuje stavební expanzi, jež má sestávat ze 100 stavebních parcel nabízených privátním zájemcům.

## Demografie
Obyvatelstvo mošavu je nábožensky orientované. Podle údajů z roku 2014 tvořili naprostou většinu obyvatel v Bejt ha-Gadi Židé (včetně statistické kategorie "ostatní", která zahrnuje nearabské obyvatele židovského původu ale bez formální příslušnosti k židovskému náboženství).
Jde o menší obec vesnického typu s dlouhodobě stagnující populací, která po roce 2008 ovšem začala narůstat. K 31. prosinci 2014 zde žilo 711 lidí. Během roku 2014 populace stoupla o 4,7 %.
| Rok            | 1961 | 1972 | 1983 | 1995 | 2001 | 2003 | 2004 | 2005 | 2006 | 2007 | 2008 | 2009 | 2010 | 2011 | 2012 | 2013 | 2014 |
| -------------- | ---- | ---- | ---- | ---- | ---- | ---- | ---- | ---- | ---- | ---- | ---- | ---- | ---- | ---- | ---- | ---- | ---- |
| Počet obyvatel | 566  | 644  | 508  | 424  | 564  | 631  | 642  | 625  | 622  | 627  | 621  | 663  | 708  | 697  | 689  | 679  | 711  |